# Rosenthal (Assia)
Rosenthal è una città tedesca di 2 137 abitanti, situata nel Land dell'Assia.